# Karol Poznański (chemik)
Karol Poznański (ur. 6 kwietnia 1859, zm. 15 grudnia 1928) – doktor chemii, syn Izraela i Leonii Poznańskich.

## Życiorys
Karol był trzecim synem jednego z największych łódzkich fabrykantów XIX-wiecznej Łodzi, Izraela Poznańskiego. Kształcił się w Niemczech, gdzie uzyskał stopień doktora chemii. W 1891 został członkiem Rady Nadzorczej oraz po tym, jak jego brat Herman zrezygnował, dyrektorem Spółki Akcyjnej Wyrobów Bawełnianych I. K. Poznański. W fabryce zajmował się stroną techniczną produkcji. Od 1895 r. należał także do Rady Banku Dyskontowego w Warszawie.
Był żonaty ze swoją kuzynką, Felicją Osser, z którą mieli czwórkę dzieci: Mieczysława, Leona, Stanisława oraz Jerzego.

### Pałac Karola Poznańskiego
W Łodzi przy ulicy Gdańskiej 32, znajduje się wybudowany dla Karola pałac w stylu neorenesansowym. Obecnie w pałacu znajduje się Akademia Muzyczna w Łodzi.